# Краткая история князей Тюрингии
Краткая история князей Тюрингии (лат. Historia brevis principum Thuringiae) — небольшое историческое сочинение, составленное в Рейнхардсбруннском монастыре ок. XIII в., и повествующая главным образом о семейных делах ландграфов Тюрингии в XI—XIII вв.

## Издания
- Historia brevis principum Thuringiae / ed. G. Waitz // MGH, SS. Bd. XXIV. Hannover. 1879, p. 819—822[2].

## Переводы на русский язык
- Краткая история князей Тюрингии в переводе И. М. Дьяконова на сайте Восточная литература